# Krivany (przystanek kolejowy)
Krivany – nieczynny przystanek kolejowy we wsi Krivany w powiecie Sabinov w kraju preszowskim na Słowacji.